# Portada/efemèride agost 24
Elizabeth Lee Hazen
« 23 d'agost · 24 d'agost · 25 d'agost »